# Västervåla

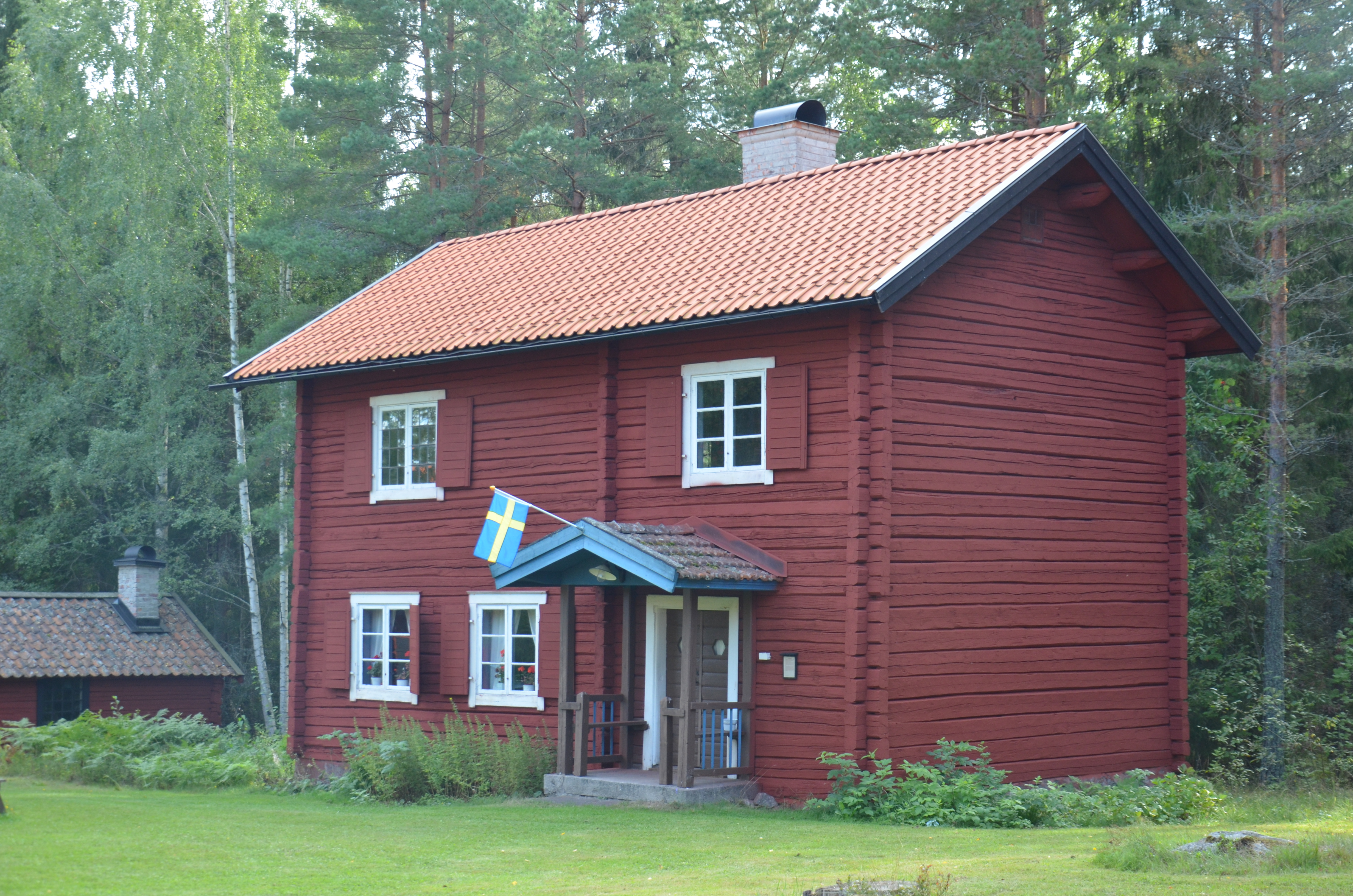
Västervåla hembygdsgård

Västervåla är kyrkbyn i Västervåla socken i Fagersta kommun i Västmanland.
Orten ligger öster om Åmänningen utefter järnvägslinjen Bergslagspendeln, sydost om Fagersta och söder om Ängelsberg. Västervåla kyrka tillhörande Västanfors-Västervåla församling ligger här. Förbi byn går Ängelsbergsvägen, nummer 668, från Virsbo i söder till Ängelsberg i norr.
I början av augusti 2014 evakuerades orten i samband med Skogsbranden i Västmanland 2014.